# Audience (divadelní hra)
Audience je jednoaktové tragikomické absurdní drama Václava Havla z roku 1975. Hlavní postavou je Ferdinand Vaněk, intelektuál, který musí pracovat v pivovaru. Vaňka si předvolá jeho nadřízený, Sládek, který je na naprosto odlišné úrovni. Hra je částečně autobiografická (Vaněk reprezentuje Havla) a jsou zde odkazy na reálné umělce tehdejší doby (Gott, Bohdalová, Kohout).

## Postavy
Vaněk: Inteligentní, intelektuální spisovatel nucený pracovat v pivovaru, autorovo alter ego (fiktivní osoba, psychologicky totožná s autorem), je sledován tajnou policií. Po celou hru používá spisovný jazyk a má ušlechtilé způsoby vyjadřování i chování. Přesto je ale v jistých věcech zásadový a nekompromisní.
Sládek: Nadřízený Vaňka, rozhoduje o umístění pracovníků v pivovaru, ve Vaňkovi vidí autoritu i přes to, že je Vaněk jeho podřízený. Snaží se mu podlézat a chce se mu svěřovat. V průběhu hry se víc a víc opíjí. Je typickým představitelem jednoduššího člověka a ignoranta, projevuje se to jednak jeho projevem, jazykem, intelektem a také tím, že Vaňkovi tyká, přestože ten mu v celé hře vyká.

## Prostředí
Hra se odehrává v 70. letech 20. století v Československu, v období totalitního režimu, důvěrně Havlovi známého. Celá hra se odehrává v sládkově kanceláři v nejmenovaném pivovaru.

## Tematika
Hra se snaží poukázat na absurditu komunistické společnosti, na neskutečnou propast mezi intelektuály a burany. Dalším tématem je nepřímá kritika totality a nesvobody.

## Děj
Vaněk jako spisovatel pracuje v době totality v pivovaru, kde koulí sudy do sklepů. Sládek však Vaňkovi nabídne možnost povýšit na místo skladníka, což by pro Vaňka bylo ideální, protože by mohl v klidu psát své hry; jak se sládek vyjadřuje, „nebudete přece pořád koulet s cikánama sudy“. Pokud by ale chtěl tuto činnost vykonávat, musel by na sebe donášet sládkovi. Sládek totiž na Vaňka musí psát zprávy pro StB, což považuje z tvůrčího hlediska za náročné a rád by se toho zbavil. Vaněk nabídku odmítá – v závěru díla pochopí bezvýchodnost celé situace a nejen to, dokonce absurditu celé doby. Hra končí Vaňkovými slovy „Je to všechno na hovno —“.

## Inscenace

### Svět
- Zahraniční světová premiéra Audience se konala 9. 10. 1976, v Burgtheateru, ve Vídni.

### Česko
- Neoficiální domácí premiéra Audience se uskutečnila pod hlavičkou Divadla na tahu v Krobově stodole při zahradní slavnosti na Hrádečku v roce 1976.
- Amatérské Divadlo RYO Praha (se sídlem ve Slaném) uvedlo Audienci 31. prosince 1988 v 18:00 v Kulturním středisku Blatiny v Praze.
- Činoherní klub, 1. 10. 1990, režie: Jiří Menzel
- Divadelní spolek Kašpar, 17. 3. 2001, režie: Jakub Špalek
- Slezské divadlo Opava, 10. 5. 2012, režie: Miroslav Ondra, derniéra: červen 2014.
- Divadlo D21, 2. 10. 2013, režie: Jiří Ondra
- Divadlo Petra Bezruče, 16. 11. 2013, režie: Štěpán Pácl & kol.
- Divadlo na Vinohradech, 29. 11. 2019, režie: Šimon Dominik (společně se hrou Motýl na anténě)

## Audiovizuální podoby díla
Hra byla vydána na CD i na gramofonové desce (pouze ve zvukové podobě), kde vystupoval Václav Havel v roli Vaňka osobně. Dále existuje i její televizní podoba, kdy roli Vaňka ztvárnil Josef Abrhám. V obou případech roli sládka hrál Pavel Landovský.

## Ferdinand Vaněk v Rudém právu

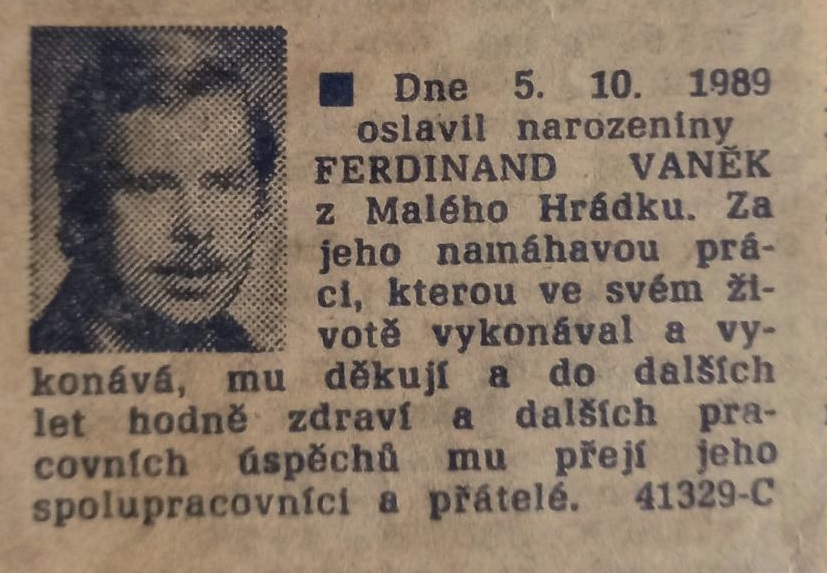
Přání k Havlovým narozeninám

V listu Rudé právo se 7. října 1989 objevil drobný inzerát s přáním k narozeninám „Ferdinandu Vaňkovi z Malého Hrádku“, které měl oslavit 5. října a který byl doplněn Havlovou fotkou, což komunistické cenzuře uniklo. Podal jej Petr Rýgr, fanoušek dramatikových děl. Toto číslo deníku bylo díky vysokému zájmu veřejnosti rychle rozprodáno a Rýgr se dostal do hledáčku Státní bezpečnosti.